# Парраттарна
Парраттарна (P/Barat(t)ama) — царь Митанни (конец XVI — начало XV века до н. э.). Парраттарна называет себя «царём воинов хурри». Из этой его титулатуры не видно, что он был царём Митанни, однако его имя, хотя и не этимологизированное, явно не хурритское. Поэтому, вероятно, что он имел индоиранское (индоарийское) происхождение и, очевидно, принадлежал к той же династии, что и цари прямо называющие себя царями Митанни.
Парраттарна установил митаннийскую гегемонию в Северной Сирии вплоть до долины реки Оронт. Парраттарна упоминается в договоре между царём Алалаха Идри-ми и царём Киццуватны Пиллией. Он способствовал царю Алалаха Идрими возвернуться на престол. По сообщению Идрими Халеб и другие города Сирии выступили против него и он вынужден был бежать в город Эмар, где прожил семь лет. Только после заключения договора с Парраттарной и несомненно по его инициативе ему удалось вернуться в Алалах. За это Идрими вынужден был признать верховенство митаннийского царя.
О смерти Парраттарны упоминается в одном хозяйственном документе из Нузи.
| Династия царей Митанни     |                                       |                      |
| Предшественник: Шуттарна I | Царь Митанни ок. 1500 — 1470 до н. э. | Преемник: Паршататар |